# Pla ra

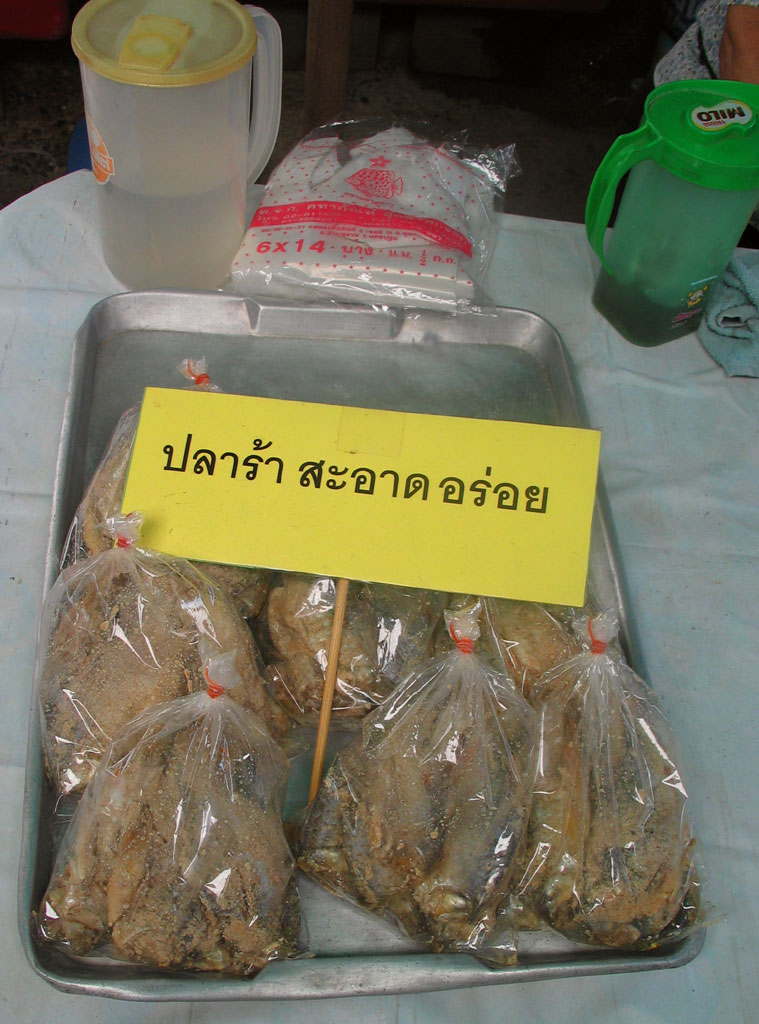
Pla ra au vieux marché de Don Wai, Nakhon Pathom.

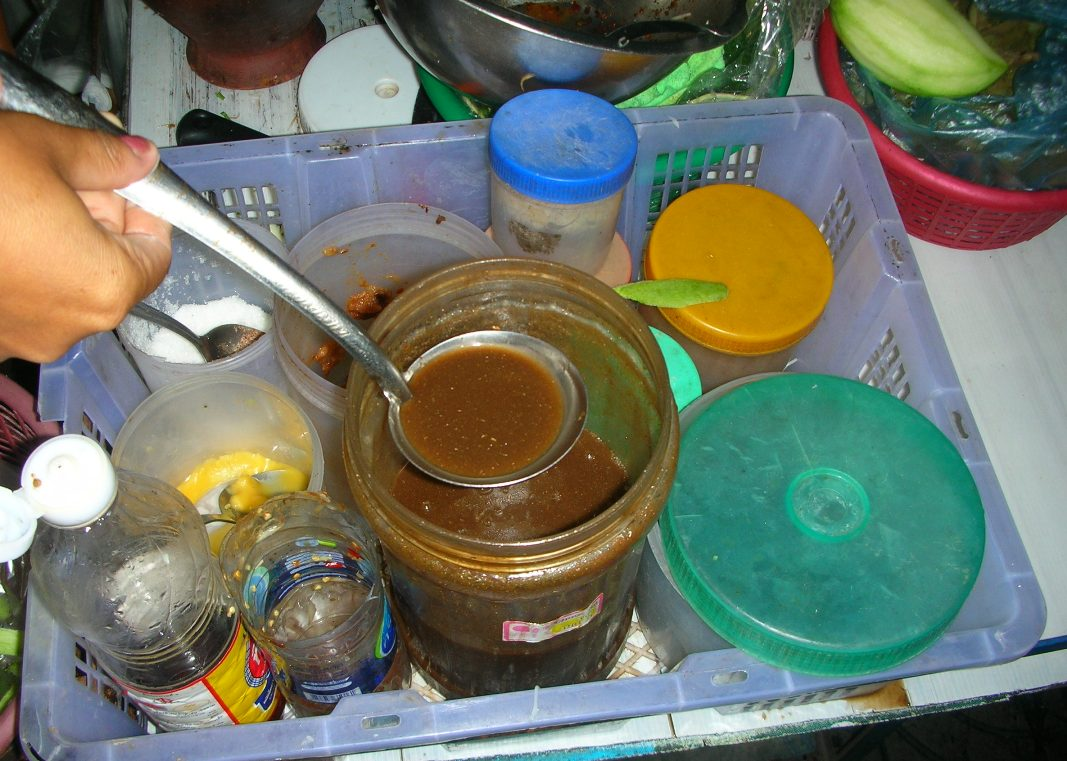
Le pot de pla ra dans la charrette d'un vendeur de somtam à Bangkok.

Le pla ra (thaï : ปลาร้า [plaː ráː] ; lao : ປາແດກ) est un assaisonnement traditionnel thaï produit en faisant fermenter du poisson avec du son de riz ou de la poudre de riz grillé et du sel dans un récipient clos pendant au moins six mois,. Le pla ra est principalement utilisé dans les plats du nord-est tels que la salade de papaye verte, qui a figuré à la 46e place sur 50 de la liste des plats les plus appétissant de CNN GO en 2011. Le pla ra a une très forte odeur qui peut être considéré comme désagréable par certaines personnes. Son goût est salé et acide, variant selon la quantité de sel ajouté et l'acide lactique résultant de la fermentation.

## Histoire
On dit que le pla ra est originaire probablement du bassin du Mékong comme certains autres produits de poisson fermenté. Il pourrait avoir été découvert par accident, lorsqu'une portion de poisson salé âgé ou préparé de façon impropre a été considérée consommable. Les produits de poisson d'eau douce fermenté sont bien développés de la région occidentale de la cordillère annamite au Myanmar, où la principale population est thaïe-lao. Ils auraient adopté l'utilisation du poisson fermenté dans les régions du sud du fleuve Yangzi, et l'ont développé après être entrés dans la péninsule indochinoise.

## Types
Les pla ra sont classés suivant leur ingrédient principal. Le pla ra qui est fermenté avec de la poudre de riz grillé devient jaune avec une texture molle et une odeur distincte. Principalement utilisé sous la forme de pâte, ce type de pla ra est habituellement produit au centre de la Thaïlande. Il contient généralement de la tête-de-serpent ou du poisson-chat en ingrédient principal. L'autre type est constitué de pla ra fermenté avec du son de riz. Le produit obtenu est d'un noir franc avec une odeur plus forte. Le poisson est plus mou et plus petit. On le trouve principalement dans le nord-est de la Thaïlande en tant qu'ingrédient culinaire ou consommé cru.
Le pla ra à base de poisson frais est appelé pla ra sod. Son goût est salé avec un petit peu d'acidité venant de l'acide lactique. Le pla ra lom utilise des poissons morts ayant subi une réaction d'autolyse jusqu'à avoir une odeur désagréable, ou des poissons qui ont trempé dans l'eau pendant 12 à 24 heures jusqu'à devenir plus tendres.

## Production
Deux étapes sont nécessaires pour préparer le pla ra. La première étape consiste à faire fermenter le poisson avec du sel jusqu'à ce qu'il soit ramolli. Puis l'étape suivante consiste à le faire fermenter avec du son de riz ou de la poudre de riz grillé pour le parfumer et lui donner de la saveur.
On commence par couper le poisson en petits morceaux et à le faire fermenter avec du sel. Après 24 heures, le poisson est soigneusement rangé bien serré dans un récipient (généralement un bocal) qui est rempli avec de la saumure par la suite. Le récipient est scellé pour trois mois. Après cela, le pla ra obtenu au cours de cette étape préalable est mélangé avec du son de riz ou de la poudre de riz grillé. Puis il sera replacé dans son contenant et conservé fermé pour deux mois ou plus encore.

## Valeur nutritionnelle
Composition du pla ra, :
| Composition      | Quantité            |
| ---------------- | ------------------- |
| Protéine         | 16,08–18,94 %       |
| Eau              | 28,90–71,48 %       |
| Lipide           | 0,71–3,20 %         |
| Sel              | 5,23–9,14 %         |
| Calcium          | 1 505,06 mg %       |
| Phosphore        | 661,75 mg %         |
| Vitamine B12     | 2,175 ± 1,78 mg %   |
| pH               | 4,5-6,2             |
| Acide lactique   | 0,3-1,90            |
| Micro-organismes | 2,2 × 106-8,8 × 107 |

Quelques 224 micro-organismes ont été trouvés dans le pla ra, mais après classification, ce nombre a été réduit à 98, classés en quatre familles et deux groupes.
1. Pediococcus réparti entre P. halophilus et Pediococcus sp.
2. Staphylococcus réparti entre S. epidermidis et Staphylococcus
3. Micrococcus sp.
4. Bacillus réparti entre B. seebtilis et B. licheniformis
5. Bacilles à gram positif
6. Bacilles à gram négatif

On retrouve P .halophilus le plus souvent lorsque le pla ra est fermenté pendant trois à cinq mois. Quatre-vingt-dix pour cent des échantillons provenant des marchés contenaient cette bactérie. On peut donc en conclure que P. halophilus joue un rôle important dans le processus de fermentation en particulier pour le goût et l'arôme du pla ra. Pediococcus sp. joue aussi un rôle dans le goût et l'arôme mais pas autant que le rôle joué par P. halophilus, Staphylococcus, Micrococcus sp. et Bacillus dans la dégradation des protéines.

## Service
Le pla ra est habituellement consommé tel quel ou avec de la sauce de poisson pimentée. Ce plat est constitué de poivron vert grillé, d'ail, d'échalotes et de chair de poisson bouillie. Tous ces ingrédients sont réduits en purée ensemble. Puis le jus du poisson fermenté est bouilli, de la sauce de poisson et du jus de lime sont ajoutés au mélange. Il est alors utilisé en tant que plat d'accompagnement pour y tremper des légumes ou consommé avec du riz. Le pla ra peut aussi être réduit en poudre après avoir été séché au four avec quelques épices.

## Problème sanitaire
Quand on utilise le pla ra sans cuisson, il peut facilement être contaminé. Un exemple d'utilisation à risque est le nam phrik (sauce de poisson pimentée) qui utilise le pla ra comme ingrédient. Le nam phrik n'est pas cuit et est souvent réutilisé pour un ou deux autres repas. Après un certain temps, il contiendra des agents pathogènes et un nombre élevé de micro-organismes. Dans certains cas, E. coli et S. aureus étaient présents, mais sans organismes pathogènes. Cela est dû à l'acidité du tamarin qui a abaissé le pH en dessous de 4,6, ce qui empêche le développement de la plupart des agents pathogènes. Avant d'être réchauffé, le pla ra était contaminé avec S. aureus mais le nombre de coliformes était peu élevé et ils ont été détruits par la cuisson.